# 小川英雄
小川 英雄（おがわ　ひでお、1935年6月 - 2016年11月29日）は、日本の考古学者、慶應義塾大学名誉教授。

## 経歴
1935年、神奈川県川崎市で生まれた。1960年、慶應義塾大学文学部史学科を卒業し、同大学大学院に進学。大学では、ローマ史研究者の近山金次の指導を受けた。オリエント考古学を専攻し、ローマ時代の密儀宗教に関心を持って研究を進めた。ロンドン大学、ユトレヒト大学でも学び、1965年に慶應義塾大学大学院博士課程を中退。
その後は、慶應義塾大学文学部助教授となった。1965年より3度にわたって、日本オリエント学会がイスラエルで実施したテル・ゼロール遺跡の発掘調査に参加。また、英国、日本でも発掘調査を行った。1988年、学位論文『イスラエル考古学研究』を慶応大学に提出して文学博士号を取得。教授昇格。2001年に慶応義塾大学を定年退任し、名誉教授となった。
学界では、日本オリエント学会会長、三田史学会会長をつとめた。2016年11月29日に死去した。

## 著作
著書
- 『オリエント神話99の謎 神々と宗教の起源を探る』（サンポウジャーナル, サンポウ・ブックス 1978）
- 『聖書の歴史を掘る パレスチナ考古学入門』（東京新聞出版局, オリエント選書 1980）
- 『<ビジュアル版>世界の歴史2 古代のオリエント』（講談社 1984）
- 『古代オリエントの宗教』（エルサレム宗教文化研究所、エルサレム文庫 1986）
- 『イスラエル考古学研究』（山本書店 1989）
- 『ミトラス教研究』（リトン 1993）
- 『ローマ帝国の神々 光はオリエントより』（中公新書 2003）
- 『古代オリエントの歴史』（慶応義塾大学出版会 2011）
- 『発掘された古代オリエント』（リトン 2011）

共編著
- 『地中海アジアの古都』<世界の大遺跡 3>（講談社 1987）
- 『聖なる空間』<宗教史学論叢>（宮家準共編, リトン 1993）
- 『オリエント世界の発展』<世界の歴史 4>（山本由美子共著, 中央公論社 1997）
  - 中公文庫 2009

翻訳
- 『ミトラス教』（マルタン・フェルマースレン（ドイツ語版）, 山本書店 1973）[4]
- 『バル・コホバ 第二ユダヤ叛乱の伝説的英雄の発掘』（イガエル・ヤディン, 山本書店 1979）
- 『ティグリス号探検記 文明の起源を求めて』（トール・ヘイエルダール著, 田中昌太郎共訳, 筑摩書房 1981）
  - ちくま文庫 1989
- 『文明のあけぼの』<図説世界の歴史 2>（J. M. ロバーツ（英語版）著, 森雅子共訳, 小峰書店 1982）
- 『ギリシャ・ローマの遺産』<図説世界の歴史 3>（J. M. ロバーツ著, 渡辺吉鎔共訳, 小峰書店 1982）
- 『カナン人とアモリ人』（K. M. ケニヨン（英語版）、山本書店 1984）
- 『聖書考古学大事典』（M. アヴィ・ヨナ（ヘブライ語版、英語版）著, 講談社 1984 ）
- 『キュベレとアッティス その神話と祭儀』（M. J. フェルマースレン著, 新地書房 1986）
- 『地中海都市の興亡 アンティオキア千年の歴史』（G. ダウニー著, 新潮社, 新潮選書 1986）
- 『聖婚 古代シュメールの信仰・神話・儀礼』（S. N. クレーマー（英語版、ヘブライ語版、ウクライナ語版）著, 森雅子共訳, 新地書房 1989）
- 『ミトラの密儀』（フランツ・キュモン（オランダ語版、英語版）著, 平凡社 1993）
  - ちくま学芸文庫 2018
- 『古代ローマの来世観』（フランツ・キュモン著, 平凡社 1996）

## 参考資料
- 「小川英雄先生を偲ぶ」『オリエント』60-1, 2017年, 97-99頁. doi
- 小川 英雄<研究者情報 | J-GLOBAL 科学技術総合リンクセンター